# Rita Kieber-Beck
Rita Kieber-Beck, lihtenšajnska političarka; * 27. december 1958.
Je nekdanja zunanja ministrica Kneževine Lihtenštajn. Na to funkcijo je bila imenovana 21. aprila 2005, opravljala pa jo je do 25. marca 2009. Bila je tudi namestnica premierja Lihtenštajna. Je članica Napredne državljanske stranke.